# Pelargonium sibthorpiifolium
Pelargonium sibthorpiifolium är en näveväxtart som beskrevs av William Henry Harvey. Pelargonium sibthorpiifolium ingår i släktet pelargoner, och familjen näveväxter. Inga underarter finns listade i Catalogue of Life.